# 切尔尼亚耶沃村委员会
切尔尼亚耶沃村委员会（俄语：Черняевский сельсовет）是俄罗斯联邦阿穆尔州马格达加奇区所属的一个村委员会。其下辖有2个居民点，行政中心为切尔尼亚耶沃。据2016年统计，该村委员会的人口为840人。